# Cornwall Civic Complex
Le Cornwall Civic Complex a entre autres abrité les défunts Royals de Cornwall de la Ligue de hockey junior majeur du Québec (transférés dans la Ligue de hockey de l'Ontario en 1981), puis par la suite le club-école des Nordiques de Québec dans la Ligue Américaine de Hockey, et les Aces de Cornwall qui y ont évolué de 1993 à 1996.
Depuis, le centre est occupé par les Colts de Cornwall de la Ligue Junior A central de l'Ontario (Central Junior A Hockey League). La patinoire se nomme Aréna Ed Lumley.
Depuis octobre 2012, les Riverkings de Cornwall de la Ligue nord-américaine de hockey y disputent leurs matchs locaux.

## Événements majeurs
Culture
- 16 juin 2008 : Charley Pride[3]
- 17 octobre 2006 : Alice Cooper[4]
- 18 février 2004 : Nickelback[5]

Sports
- 1989 : Skate Canada 1989
- 2008 : Coupe de la Banque royale